# Lellingeria hirsuta
Lellingeria hirsuta är en stensöteväxtart som beskrevs av Alan Reid Smith och R. C. Moran. Lellingeria hirsuta ingår i släktet Lellingeria och familjen Polypodiaceae. Inga underarter finns listade.